# Cristianismo en el siglo VII

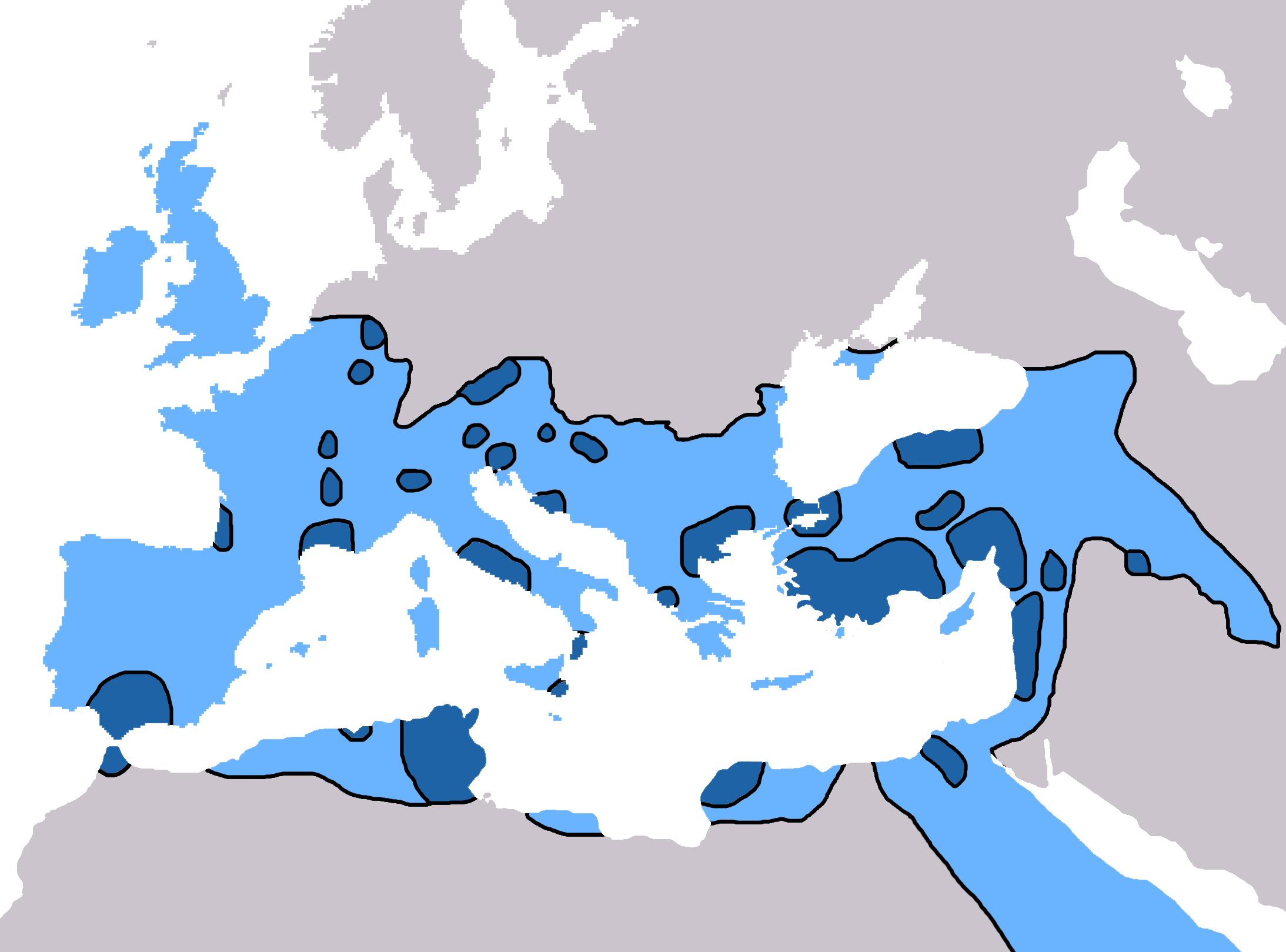
Extensión del cristianismo en el 325
Extensión del cristianismo en el 600

Las divisiones Occidental (latina) y Oriental (griega) del cristianismo empezaron a tomar forma distintiva en el siglo VII. Mientras que en la oriental la Iglesia mantuvo su estructura y carácter y evolucionó más despacio, en la del oeste los obispos de Roma (los papas) se vieron forzados a adaptarse más deprisa y con flexibilidad a las circunstancias drásticamente cambiantes. En particular, mientras que los obispos del este mantuvieron lealtad clara al emperador romano oriental, el obispo de Roma, mientras mantenía lealtad nominal al emperador oriental, fue forzado a negociar para obtener delicados equilibrios con los "gobernantes bárbaros" de las provincias occidentales anteriores. A pesar de que el número más grande de cristianos permanecía en el este, el desarrollo en el oeste marcaría una etapa de importante desarrollo en el mundo cristiano durante la posterior Edad Media.

## Concilios Ecuménicos

### Tercer Concilio de Constantinopla
El Tercer Concilio de Constantinopla (680–681): repudiaba el monotelismo y afirmaba que Cristo tuvo ambas voluntades, tanto humana como divina. Está considerado uno de los primeros siete concilios Ecuménicos.

### Concilio Quinisexto
El  Concilio Quinisexto o de Trullo (692) no ha sido aceptado por la Iglesia católica. Dado que fue mayoritariamente un consejo administrativo para elevar algunos cánones locales al estado de ecuménicos, establecer principios de disciplina clerical, dirigir el canon Bíblico, y establecer la pentarquía, sin determinar asuntos de doctrina, la Iglesia ortodoxa no lo considera  un concilio como tal en su derecho propio; en cambio se considera como una extensión de los concilios quinto y sexto.

## Teología occidental
Cuando el Imperio Romano Occidental se fragmentó bajo el impacto de varias invasiones bárbaras, la cultura intelectual del imperio, que había apuntalado la teología patrística, vio sus interconexiones rotas. La teología tendía a volverse más localizada, más diversa, más fragmentada. El cristianismo clásico preservado en Italia por hombres como Boecio y Casiodoro era diferente del enérgico el cristianismo franco documentado por Gregorio de Tours, que era diferente del cristianismo que floreció en Irlanda y Northumbria en los siglos VII y VIII. Durante este periodo, la teología tendió a ser un asunto más monástico, floreciente en monacatos donde podían mantenerse las condiciones y los recursos para el aprendizaje teológico.
Escritores importantes de la época:
- Isidoro de Sevilla (c.560-636)
- Beda (672-736)

## Monacatos

### Occidental
Los ricos señores y nobles concederían la propiedad de los monasterios a cambio de la celebración de misas por el alma de un ser querido. Aunque esta probablemente pudo no ser la intención original de Benito de Nursia, la eficacia de su regla cenobita así como la estabilidad de los monasterios supuso que estas propiedades fueran muy productivas; el abad era esencialmente elevado a un nivel de nobleza; el servicio se ocupaba del trabajo de la propiedad, mientras el monje era libre de estudiar. Los monasterios atrajeron así a muchas personas de la alta sociedad, y durante este periodo los monasterios eran las centrales de almacenamiento y producción del conocimiento.

### Oriental
De importancia grande para el desarrollo del monacato es el monasterio de Santa Catalina  en el Monte Sinai. El libro Escalera al paraíso (Gradus ad Parnassum) fue escrito allí por Juan Clímaco (c.600), un trabajo de tal importancia que muchos de los monasterios ortodoxos a día de hoy lo leen públicamente durante las horas canónicas o en el refectorio durante la Gran Cuaresma.
Durante el Imperio bizantino, numerosos grandes monasterios fueron establecidos por los emperadores, incluyendo los veinte "monasterios soberanos" del Monte Athos, un auténtica "república monástica" donde el país entero está dedicado a llevar las almas más cerca de Dios. En este entorno se gestó el Filocalia.

## Difusión del cristianismo

### Inglaterra
La cristianización de la Inglaterra anglosajona empezó alrededor del año 600, influida por la misión gregoriana desde el sureste y el misión hiberno-escocesa desde el noroeste. Agustín, el primer arzobispo de Canterbury, ocupó este cargo en 597. Arwald, el último rey anglosajón pagano, fue asesinado en 686.

### Pueblos germánicos

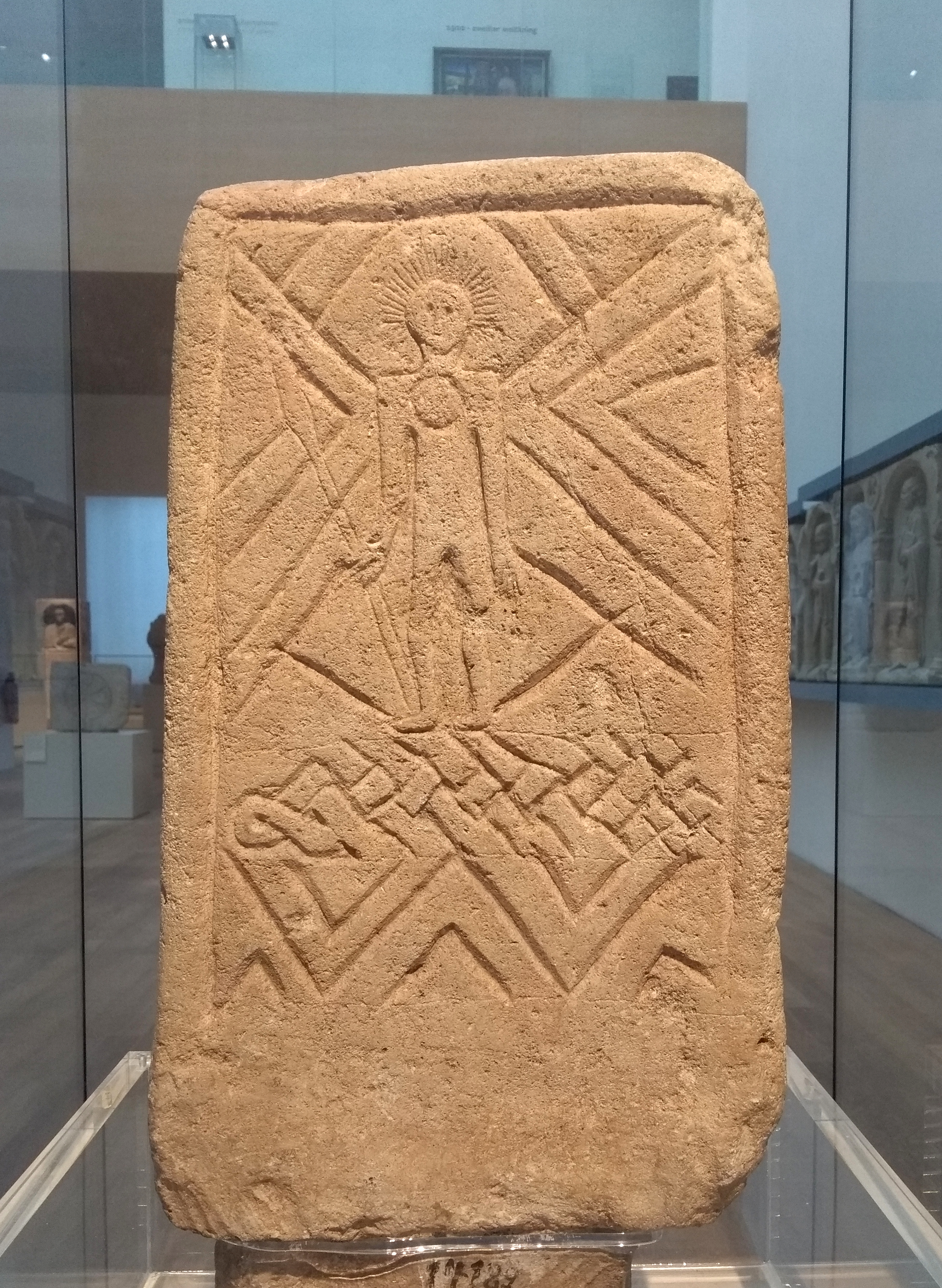
representación de Jesús por un artista franco en Niederdollendorf (Alemania).

Columbano de Luxeuil, Bonifacio, Willibrordo de Utrecht y otros llevaron el cristianismo a Europa del norte y extendieron el catolicismo entre los pueblos germánicos y eslavos. El Sínodo de Whitby de 664, aunque no tan decisivo como a veces se califica, fue un momento importante en la reintegración de la Iglesia celta de las islas británicas a la jerarquía católica, tras haber sido eficazmente cortado el contacto con Roma por los invasores paganos.
Los alamanes se hicieron cristianos después de un periodo de sincretismo durante el siglo VII, por emulación gradual de la religión nueva de la élite merovingia.
Entre los misioneros cristianos que fueron a pueblos anglosajones se incluyen:
- Agustín de Canterbury
- Lorenzo de Canterbury
- Melito de Canterbury
- Justo de Canterbury
- Chad de Mercia
- Honorio de Canterbury
- Aidan de Lindisfarne
- Trudperto (irlandés, siglo VII)
- Rumoldo de Malinas

### China
Cuando el cristianismo fue introducido por primera vez en China, eran populares allí tres sistemas religiosos importantes, el budismo, el confucianismo, y el taoísmo, intrincado en las antiguas tradiciones y costumbres de sus gentes. El chino medio no se consideraba como un partidario exclusivo de ninguna de las tres sino como adepto a la religión china en general, que combinaba elementos animistas y politeístas que representaban una mezcla de ideas sincretista. Por ello, la iglesia cristiana, con sus políticas exclusivista, tuvo algunas dificultades. Sólo en los periodos de las dinastías Tang (618-906) y Yuan (1206–1368) consiguieron que la difusión del evangelio tuviera algún grado considerable de éxito.
El Breviario antiguo de la iglesia siria de Malabar escrito durante el siglo XVII declara que "Por medio de Sto. Tomás el chino... fueron convertidos a la verdad... Por medio de Sto. Tomás el reino de los cielos se posó en China...Los chinos en conmemoración de Sto. Tomás ofrecen su adoración al Nombre más Santo de Thy, Oh, Dios."
El comercio activo durante siglos entre China y occidente podría haber llevado misioneros cristianos en épocas anteriores. Pero aparte de uno referencia bastante oscura en el Adversus Gentes de Arnobio de Sicca (303) a "los chinos" entre aquellos unidos en la fe de Cristo, hay poca o ninguna evidencia de cristianos en China antes del siglo VII. Pero desde entonces, la evidencia de cristianismo en China durante la Era Tang (618-906) es abundante, incluyendo referencias en escrituras chinas, edictos imperiales y en particular las  famosas inscripciones en el llamado Monumento Nestoriano. Durante el periodo Tang las condiciones eran favorables para la introducción de fes extranjeras: las líneas de comunicación internacional estaban abiertas de par en par; el comercio extranjero era floreciente; el gobierno era tolerante hacia todas las fes; todos los extranjeros eran bienvenidos. Fue en esta Era Tang cuando el cristianismo comenzó a ser conocido como la "Religión Luminosa" (Jǐng Jiào).
A continuación Alopen de Da Quin (Cercano Oriente, especialmente Siria o Persia) llegó a Ch'angan en 635 llevando las Escrituras. El emperador Tai Tsung, fundador de la dinastía Tang, le dio la bienvenida. El emperador, tras examinar las sagradas escrituras, ordenó su traducción y predicación de su mensaje. También dirigió la construcción de un monasterio cristiano en su capital. Según la inscripción, su sucesor, el Emperador Kao Tsung, también alentó la difusión del cristianismo  y ordenó la construcción de un monasterio en cada provincia de sus dominios.
La segunda parte del monumento fue escrita en siríaco y recogía una lista de sesenta y siete nombres: un obispo, veintiocho presbíteros y treinta y ocho monjes. Algunos de ellos han sido verificados en los registros de la iglesia asiria. La inscripción muestra un considerable estilo literario y las alusiones y la fraseología revelan competencia tanto en chino como en y siríaco y familiaridad con budismo y taoísmo. También se descubrieron manuscritos cristianos antiguos en Dunhuang, del mismo periodo aproximadamente, escritos con el mismo estilo literario del Monumento. Esto incluye un Himno a la Trinidad y se refiere al menos a treinta libros cristianos, indicando que existía una considerable cantidad de literatura cristiana en circulación.
El lapso de 250 años del movimiento cristiano en el periodo Tang estuvo caracterizado por vicisitudes de prosperidad y favor imperiales, persecución y declive. Al Cristianismo le fue mal durante el reinado de Dowager Wu (689-699), que era un ferviente budista. Aun así, varios emperadores subsiguientes fueron favorables, y las fuerzas misioneras se vieron reforzadas de vez en cuando.

### Noreste de Asia
Las rutas comerciales de la Ruta de la Seda son también conocidas por haber alcanzado Corea, Japón y lo que es hoy Rusia oriental, que contribuían a estos intercambios. En cambio, fue desde China, en particular de Chang-un durante la Dinastía Tang, desde donde aquel cristianismo llegó primeramente a Corea y Japón.
En el caso de Corea, donde el cristianismo parece haber estado presente, la evidencia se ha encontrado en las Crónicas coreanas Sanguk Yusa y Sanguksa, por la presencia de cristianismo nestoriano durante la dinastía Silla (661-935) unida. Esto no es inesperado a la luz de la presencia conocida de coreanos en la capital tang , Chang-un, en los siglos VII a IX.

### Oriente Medio
La presencia musulmana en Tierra Santa comenzó con la conquista musulmana inicial de Siria en el siglo VII. Los éxitos de los ejércitos musulmanes ejercían una presión creciente sobre el Imperio bizantino ortodoxo Oriental.
Al principio, la conquista musulmana de estas tierras en los siglos VII y VIII no introdujo la persecución directa. Aun así, la apostasía musulmana era refrenada bajo amenaza de muerte, por lo que muchos cristianos empezaron gradualmente a desertar en favor del Islam para evitar la discriminación y la subida de impuestos. Este tipo de opresión sutil reprimió el crecimiento cristiano, apartando a la iglesia a comunidades marginales, y disuadiendo la evangelización. Los gobiernos musulmanes tomaron el control finalmente de las grandes rutas comerciales, y el mundo islámico quedó virtualmente cerrado a la proclamación del evangelio.
En 644, Abdisho había tenido éxito arrastrando a un gran número de turcos, allende el río Oxus, a la Iglesia oriental. Se establecieron universidades en Merv, y se fundó un monasterio allí en el siglo VIII.
De hecho, tan exitoso fueron los esfuerzos misioneros que parecía que el cristianismo podría volverse la fe dominante en toda la región entre el mar Caspio y Xinjiang en la China del noroeste. Las religiones locales, en gran parte animistas y  politeístas, allí presentaron poco o ninguna resistencia efectiva ante la fe cristiana. Además, al principio el islam hizo pocos progresos en aquella área, y el dualismo del maniqueísmo también tuvo sus seguidores.
Los turcos cristianos que visitaban Ctesifonte en conexión con la elección de un nuevo metropolitano por aquel tiempo fueron descritos como personas de hábitos limpios y creencias ortodoxas y lectores de las escrituras tanto en siríaco como en su propia lengua.

## Conflicto bizantino-musulmán

### Las guerras romano-persas
Desde el 92 a. C. al 627 a. C. el conflicto entre los Imperios persa y romano supuso una prolongada lucha posiblemente continuación de las guerras médicas. Las guerras romano-persas conllevaron el debilitamiento de los vecinos estados árabes del sur y este del Imperio Romano Oriental. El conflicto mermó tanto al imperio persa como al bizantino, que, una vez empezaron las conquistas de Mahoma, tampoco fue capaz de montar una defensa eficaz contra sus avances. Persia cayó a manos de los musulmanes.

### Guerras bizantino-árabes

Edad de las Califas:
Expansión bajo Mahoma (622–632)
Expansión durante el Califato ortodoxo (632–661)
Expansión durante el Califato Omeya (661–750)

Tras la muerte de Mahoma en 632, los musulmanes árabes ejercieron un enérgico empuje para conquistar tribus árabes del este como la de los mayoritariamente cristianos Gasánidas. Las guerras musulmano-bizantinas fueron una serie de guerras entre los califatos musulmanes árabes y el Imperio Oriental bizantino ortodoxo. Empezaron durante la conquista musulmana inicial bajo los califas Rashidun y Umayyad  y continuaron en la forma de escaramuzas fronterizas hasta el principio de las Cruzadas. Como resultado, los bizantinos sufrieron una extensa pérdida de territorio.
El conflicto inicial duró desde 629 a 717, acabando con el Segundo Asedio árabe de Constantinopla que detuvo la rápida expansión del Imperio musulmán árabe o dinastía omeya hacia Asia Menor .
Después de la conquista árabe de África del norte en el siglo VII, la Iglesia Ortodoxa Oriental de Egipto en Alejandría era una minoría incluso entre cristianos y se ha mantenido como un pequeño reducto durante siglos.

## Línea temporal
- 604 Catedral de San Pablo en Londres
- 604 - Registros de la implantación de una iglesia en la Isla Thorney (donde se ubica hoy la Abadía de Westminster)[3]
- 609 Panteón, Rome renombrado como Iglesia de Santa Maria Rotonda
- 612? Bobbio monasterio al norte de Italia
- 613 Abadía de Saint Gall in Suiza
- 614 Cosroes II de Persia conquistó Damasco, Jerusalén, encontró la Vera_Cruz_(cristianismo)
- 624 Batalla de Badr, considerada el inicio del  Imperio Islámico
- 625 Paulino de York llega a convertir Northumbria
- 627 - Conversión del rey Edwin de Northumbria[4]
- 628 Babai el Grande, pilar de la iglesia oriental asiria, muere
- 628-629 Batalla de Mut'ah, Heraclio recupera la cruz de Cristo y Jerusalén del los Sasánidas hasta 638
- 629 - San Amando de Maastricht consagrado como obispo misionero. Evangelizó la región cercana a Gante y fue como misionero a pueblos eslavos a lo largo del Danubio y pueblos Vasco en Navarra[5]
- 632 Eorpwald de Estanglia bautizado bajo la influencia de Edwin de Northumbria
- 630 - Conversión de los Anglos del este (uno de los siete pueblos de la Heptarquía anglosajona)[4]
- 635 - Primeros misioneros cristianos  (monjes Nestorianismo , incluyendo Alopen, de Asia Menor y sasánidas llega a China;[6] Aidan of Lindisfarne begins evangelizing in the heart of Northumbria (England)[7]
- 635 Cynegils de Wessex bautizado por el obispo Birinus
- 637 - Los Lombardos, un pueblo germánico que habitaba el norte de Itlia, son cristianizados.
- 638 - A church building is erected in Ch'ang-an, then perhaps the largest city in the world (see Daqin Pagoda)
- 634-644 - the Muslim conquests begin: Umar, 2nd Caliph, conquered Syria in 635, defeated the Byzantines at the Battle of Yarmuk in 636, established his capital at Damascus, conquered Egypt and Armenia in 639, Persia in 642
- 640 Library of Alexandria, "The Center of Western Culture," with 300,000 ancient papyrus scrolls, is completely destroyed.
- 647 - Amadeus, bishop of Maastricht, carries out missionary work in Frisia (Netherlands) and among the Slavs
- 650 - First church organized in Netherlands[8]
- 664 Synod of Whitby unites Celtic Christianity of British Isles with Roman Catholicism
- 680-681 Third Council of Constantinople, 6th ecumenical, against Monothelites, condemned Pope Honorius I, Patriarch Sergius I of Constantinople, Heraclius' Ecthesis
- 681-686 Wilfrid converts Sussex
- 687-691 Dome of the Rock built
- 673 - Irish monk Maol Rubha founds a training center at Aprochrosan that would serve as a base for missionary outreach into Scotland[9]
- 680 - First translation of Christian Scriptures into Arabic
- 687 - Conversion of Sussex[4]
- 689 - Pagans kill Irish missionary Kilian near Würzburg in what is now Germany. His remains will be buried in a Benedictine abbey in Würzburg.[10]
- 690? Old English Bible translations
- 692 Orthodox Quinisext Council, convoked by Justinian II, approved Canons of the Apostles of Apostolic Constitutions, Clerical celibacy, rejected by Pope Constantine
- 692 - Willibrord and 11 companions cross the North Sea to become missionaries to the Frisians (modern day Netherlands)[11]
- 697 - Los musulmanes invaden Cartago, capital de África del Norte[12]
- 698 Fall of Carthage